# 프랑스 대중당
프랑스 대중당(프랑스어: Parti populaire français)은 프랑스의 파시즘 정당이었다. 당수는 자크 도리오. 프랑스에서 가장 대표적인 나치 부역자 집단으로 악명 높다.
1936년 6월 28일, 자크 도리오, 앙리 바르베, 폴 마리옹을 비롯한 프랑스 공산당 탈당파가 창당했다. 도리오가 1930년부터 1934년까지 공산당 소속으로 시장을 역임한 생드니를 초기 근거지로 삼아 그 일대 노동계급에게 큰 지지를 받았다. 창당 초기에는 노골적으로 국민주의를 추구하지는 않았지만, 곧 다양한 국민주의 요소를 도입하면서 악시옹 프랑세즈, 불의 십자단, 프랑스 연대 등 국민주의 정파들의 성원들 사이에 매력을 얻었다. 당원들은 담청색 상의에 암청색 바지를 제복으로 입었다.
공산당 탈당파들에서 기원했기에 지도부가 정치국(Politburo)이라는 명칭을 사용하는 등 공산당 시절의 유산이 남아 있었지만 이념적으로 반마르크스주의를 내걸었다. 도리오 등은 마르크스주의는 유대인들의 사이비 사회주의로서 프랑스 노동계급의 생활 개선에 도움이 되지 않는다고 주장했다. 대중당은 산하에 질서단(Service d'Ordre)이라는 준군사조직을 두고 공산당 및 기타 경쟁 정파와 폭력 항쟁을 벌였다. 대중당은 초기에는 노동계급을 지지기반으로 삼고 은행가들을 적대하는 경제적 대중주의 노선을 취했으나, 1937년 도리오가 생드니 시장 선거에서 낙선한 이후 코포라티즘에 가까워졌고 우익 지도자 및 재계의 금전적 지원을 받았다.
1937년, 도리오는 프랑수아 드 라 로크 대령의 프랑스 사회당에 합당을 제안했으나 확고한 자본주의자였던 라 로크는 이 제안을 거절했다. 같은 해 도리오는 베니토 무솔리니에게 접촉해서 지지를 구했으며 그 정황이 무솔리니의 사위 갈레아초 치아노 백작의 비망록에 남아 있다. 대중당은 치아노를 통해 이탈리아 파시스트로부터 30만 프랑의 군자금을 전달받았다. 또한 독일의 나치당에서도 금전 지원을 받았고 이에 따라 코포라티즘 노선이 더욱 강해졌으며 독일, 이탈리아와 연합해 소련에 맞서는 외교노선을 채택했다.
프랑스 공방전으로 제3공화국이 붕괴, 비시 프랑스 정권이 세워지자 대중당은 독일에서 더 많은 지원을 받았고 활동도 증가했다. 미국 국무부는 프랑스 대중당을 나치 정권의 직접 통제 하에 놓인 조직들 중 하나로 분류했다. 진성 파시즘 정당으로서 대중당은 국가원수 페탱의 전통주의 정권에 대해 비판적이었고, 독일과 협력을 더욱 강화하고 노골적으로 나치를 모방하여 반유대주의를 추구했다.
대중당은 게슈타포 및 밀리스와 합작하면서 반유대주의를 당의 핵심 주장으로 받아들이기 시작했으며, 유대인 및 정치범들에 대한 사적제재와 약식처형을 자행했다. 1942년 4월 18일 피에르 라발이 정부수반이 되자 대중당은 나치 입장에서 효용성이 떨어졌으며, 완전히 토사구팽당한 것은 아니지만 권력구도에서 소외되었다. 이후 종전 무렵까지 대중당은 별도의 정당으로서 구실하지 못하였고 그 지도부 및 당원들은 나치의 직접 명령과 통제를 받는 부역자가 되었다.
1944년 프랑스가 수복되자 도리오를 비롯한 대중당 지도부는 독일로 달아났으며, 나치 친위대 무장척탄병사단 샤를마뉴 부대에 배속되었다. 1945년 2월 이 부대는 사단급으로 격상되었다. 1945년 2월 22일, 도리오는 독일 뷔르템베르크에서 나치 친위대 제복을 입고 군용차를 타고 이동하다 연합군의 기총소사를 받아 사망했다. 지도자를 상실한 대중당 운동은 완전히 몰락했고 전후 프랑스에서도 대중당을 부활시키려는 시도가 없었다.